# أبو الهول الأرزني
أبو الهول الأرزني (الاسم العلمي: Sphinx morio) (بالإنجليزية: Larch Hawk Moth)‏ هو نوع من الحشرات يتبع جنس أبو الهول من فصيلة عثث أبو الهول.